# María Patiño
María Patiño Castro (Ferrol, La Coruña, 15 de agosto de 1971) es una periodista, presentadora y colaboradora de televisión española.

## Biografía
Hija de Juan G y de Paz Castro Fustes, tiene dos hermanos varones menores que ella, Antonio y Carlos. Criada en Sevilla junto a sus padres y hermanos, aunque la familia continúa vinculada a su Galicia de origen. Su padre, teniente coronel en la reserva, era vicepresidente del Lar Gallego de Sevilla y el subdirector del Coro de dicha institución.
Titulada en Periodismo en el centro homologado y privado ICADE, comenzó su actividad en la delegación de Sevilla de la Agencia de noticias Europa Press. Posteriormente, trabajaría en Canal Sur Radio, Giralda Televisión, y la agencia oficial de Diez minutos en Andalucía.
Sus primeros contactos con la televisión, medio de comunicación a través del que ha alcanzado cierta popularidad en España, comenzaron en el programa Ven con nosotros (2001) de Canal Sur Televisión, al que siguió el magacín Sabor a verano (2002) de Antena 3, presentado por Inés Ballester.
Tras su paso por el programa de medianoche Abierto al anochecer (2002) de Jordi González, recala en Sabor a ti (2002-2004), junto a Ana Rosa Quintana.
Sin embargo, su popularidad se la debe al talk show de crónica social ¿Dónde estás corazón?, conducido por Jaime Cantizano en Antena 3 entre 2003 y 2011. 
En la temporada 2007-2008, presentó el magacín A 3 bandas, el cual se retiró por baja audiencia.
A partir del 13 de julio de 2009, presentó junto a Jesús Mariñas y Julian Iantzi el programa Vaya par dirigido por Gema López, aunque también fue retirado por baja audiencia el 10 de septiembre del mismo año.
El 15 de octubre de 2011, una vez retirado de emisión DEC, realizó una entrevista en La noria, en Telecinco, hablando junto a Bárbara Rey con la que tuvo una gran disputa en 2007 y desde el 5 de noviembre de 2011 comienza a trabajar como colaboradora habitual de La noria. Meses más tarde, concretamente el 17 de enero de 2012, se incorporó como colaboradora habitual en El programa de Ana Rosa y en Deluxe.
Desde el 11 de julio de 2014, tras la marcha de Terelu Campos, suplió a Jorge Javier Vázquez cada vez que se ausentaba, como presentadora del Deluxe. Tres meses después, el 16 de octubre de 2014, se anunció su incorporación como colaboradora de Sálvame.
Desde el 24 de junio de 2017, presentó el programa Socialité.
El 17 de enero de 2022, comenzó a presentar Sálvame Lemon Tea hasta el 18 de marzo de ese mismo año. Poco después, el 1 de abril de 2022 se convirtió en presentadora titular de Sálvame a dúo con Terelu Campos (aunque también lo hizo por separado), ocupando el puesto de Carlota Corredera al frente de la sustitución de Jorge Javier Vázquez los días que este se ausentaba del programa.
También, durante las dos ediciones del Mediafest, participó como concursante oficial en la primera edición y como participante invitada en la segunda. En ambas también fue presentadora suplente.
El 23 de junio de 2023, María Patiño, junto a Terelu Campos y Adela González, presentó el último Sálvame de la historia tras 14 años en emisión. Del mismo modo, el 14 de julio de 2023, presentó junto a Terelu Campos el último programa del Deluxe.
Tras el final de Sálvame y de su versión nocturna Deluxe el 23 de junio de 2023, fichó por la plataforma de streaming Netflix para protagonizar el docureality ¡Sálvese quien pueda! junto a siete de sus compañeros de programa.
El 15 de diciembre de 2023, tras la ruptura empresarial de La Fábrica de la Tele y Mediaset España, la cadena anunció que Patiño dejaría de presentar Socialité a finales de año, corriendo su misma suerte Nuria Marín. El 25 de diciembre de 2023 presentó su último programa, dejando desde 2024 el formato en manos de la periodista María Verdoy.
El 15 de mayo de 2024, comenzó a presentar Ni que fuéramos Shhh, un espacio de entretenimiento y crónica social, emitido en directo en Canal Quickie a través de las redes sociales y plataformas de streaming. Un año más tarde, en abril de 2025, se encargó de la conducción de La familia de la tele junto a Aitor Albizua e Inés Hernand en La 1 de Televisión Española. Tras el final de este programa, en septiembre, regresó a Ten para presentar de lunes a jueves por la tarde No somos nadie.

### Otros
En 2015 debuta como actriz con el cortometraje La cara del diablo. Anteriormente había realizado papeles menores como en Torrente 4: Lethal Crisis en 2011, donde realiza un cameo como reportera del corazón que cubre un evento y en 2004, cuando se interpreta a sí misma en el octavo episodio de la tercera temporada de Aquí no hay quien viva, donde un residente del edificio asiste al plató de ¿Dónde estás corazón?. En ese capítulo, trabaja con sus compañeros Jaime Cantizano, Chelo García-Cortés y Antonio Montero. 

### Empresaria
María es administradora única de una sociedad, Blanca Diva Producciones, S. L.

## Trayectoria profesional

### Programas de televisión

#### Como presentadora
| Año           | Título                                 | Canal               |
| ------------- | -------------------------------------- | ------------------- |
| 2007-2008     | A 3 bandas                             | Antena 3            |
| 2009          | Vaya par                               | Antena 3            |
| 2014-2023     | Deluxe *                               | Telecinco           |
| 2014-2016     | Hable con ellas                        | Telecinco           |
| 2022-2023     | Sálvame **                             | Telecinco           |
| 2017          | Las Campos                             | Telecinco           |
| 2017 - 2023   | Socialité                              | Telecinco           |
| 2017-2018     | Campanadas de fin de año en televisión | Telecinco y Cuatro  |
| 2019          | Sálvame Okupa                          | Telecinco           |
| 2022          | Sálvame Lemon Tea                      | Telecinco           |
| 2022          | Sálvame Mediafest                      | Telecinco           |
| 2022          | En el nombre de Rocío *                | Telecinco           |
| 2022-2023     | Mediafest Night Fever                  | Telecinco           |
| 2023          | Sálvame Fashion Week                   | Telecinco           |
| 2024-2025     | Ni que fuéramos Shhh                   | Canal Quickie y Ten |
| 2024          | La Velada del Año IV                   | Twitch              |
| 2025          | La familia de la tele                  | La 1                |
| 2025-presente | No somos nadie                         | Canal Quickie y Ten |

(*) Como presentadora sustituta.

(**) Entre los años 2015 y 2020 fue presentadora de forma ocasional y en el año 2022 pasó a ser una de las presentadoras titulares del formato.

#### Como colaboradora
| Año       | Título                                   | Canal                |
| --------- | ---------------------------------------- | -------------------- |
| 2001      | Ven con nosotros                         | Canal Sur Televisión |
| 2002      | Abierto al anochecer                     | Antena 3             |
| 2002      | Sabor a verano                           | Antena 3             |
| 2002-2004 | Sabor a ti                               | Antena 3             |
| 2003-2011 | ¿Dónde estás corazón?                    | Antena 3             |
| 2005      | La buena onda de la tarde                | Antena 3             |
| 2011-2012 | La noria                                 | Telecinco            |
| 2012-2016 | El programa de Ana Rosa                  | Telecinco            |
| 2012-2023 | Deluxe                                   | Telecinco            |
| 2013-2014 | Abre los ojos y mira                     | Telecinco            |
| 2014-2016 | Hable con ellas                          | Telecinco            |
| 2014-2023 | Sálvame                                  | Telecinco            |
| 2020      | Supervivientes: Especial Avilés          | Telecinco            |
| 2021      | Rocío, contar la verdad para seguir viva | Telecinco            |
| 2022      | En el nombre de Rocío                    | Telecinco            |

#### Concursos y telerrealidad
| Año       | Título               | Canal               | Notas                                                                        |
| --------- | -------------------- | ------------------- | ---------------------------------------------------------------------------- |
| 2015-2022 | Sálvame Fashion Week | Telecinco           | Concursante - Ganadora (2015)Concursante (2016)Concursante - Ganadora (2022) |
| 2020      | La última cena       | Telecinco           | Concursante - 5.⁰ lugar                                                      |
| 2023-2024 | Sálvese quien pueda  | Netflix             | Participante                                                                 |
| 2024      | Pride Fashhhion      | Canal Quickie y Ten | Participante - Ganadora                                                      |

#### Como invitada
| Año       | Título                      | Canal             |
| --------- | --------------------------- | ----------------- |
| 2023      | Superlativas                | Youtube y Spotify |
| 2023      | Reyes del palique           | Youtube y Spotify |
| 2023      | La pija y la quinqui        | Youtube y Spotify |
| 2023      | Late Xou                    | LA 2              |
| 2024      | Col·lapse                   | TV3               |
| 2024      | Sin filtros                 | Podium y Spotify  |
| 2024      | Las tardes de RNE           | RNE               |
| 2024      | El gran premio de la cocina | TVE               |
| 2024-2025 | La revuelta                 | TVE               |

### Series de televisión
| Año  | Serie                  | Personaje                | Canal    | Notas                              |
| ---- | ---------------------- | ------------------------ | -------- | ---------------------------------- |
| 2004 | Aquí no hay quien viva | Ella misma               | Antena 3 | 1 episodio, «Érase un famoso» 3x08 |
| 2005 | Homo Zapping           | Ella misma / la cocinera | Antena 3 | 2 episodios                        |

### Películas
| Año  | Película                  | Personaje    | Notas        |
| ---- | ------------------------- | ------------ | ------------ |
| 2011 | Torrente 4: Lethal Crisis | Periodista   | Papel menor  |
| 2015 | La cara del diablo        | María Robles | Cortometraje |